# Augustine Obiora Akubeze
Augustine Obiora Akubeze (* 25. August 1956 in Kaduna) ist Erzbischof von Benin City.

## Leben
Augustine Obiora Akubeze empfing am 3. Oktober 1987 die Priesterweihe. Papst Benedikt XVI. ernannte ihn am 14. Dezember 2005 zum Bischof von Uromi.
Die Bischofsweihe spendete ihm der Erzbischof von Lagos, Anthony Olubunmi Kardinal Okogie, am 25. Februar des nächsten Jahres; Mitkonsekratoren waren Patrick Ebosele Ekpu, Erzbischof von Benin City, und Renzo Fratini, Apostolischer Nuntius in Nigeria.
Am 18. März 2011 wurde er zum Erzbischof von Benin City ernannt und am 28. April desselben Jahres in das Amt eingeführt.